# Magneux-Haute-Rive
Magneux-Haute-Rive település Franciaországban, Loire megyében. Lakosainak száma 560 fő (2022. január 1.). Magneux-Haute-Rive Chalain-le-Comtal, Chambéon, Marclopt, Mornand-en-Forez és Saint-Laurent-la-Conche községekkel határos.

## Népesség
A település népességének változása:
| Lakosok száma | 228  | 185  | 259  | 354  | 522  | 542  | 578  | 569  | 567  | 560  |
|               | 1968 | 1982 | 1990 | 2006 | 2013 | 2015 | 2017 | 2019 | 2020 | 2022 |